# Awraham Mandler
Awraham Albert Mandler (hebr. אברהם אלברט מנדלר, ur. 3 maja 1929 w Linzu, zg. 13 października 1973 na Synaju) – izraelski wojskowy, generał dywizji (alluf), wykładowca szkół wojskowych, zastępca dowódcy Korpusu Pancernego (1968–1971).
Zginął w wyniku odniesionych ran po ostrzale jego wozu dowodzenia przez Egipcjan w 1973 roku na Synaju. Był najwyższym rangą poległym w armii izraelskiej podczas wojny Jom Kipur.

## Życiorys
Urodził się jako Albert Mandler w rodzinie Fridy i Jicchaka 3 maja 1929 roku w Linzu. Był drugim dzieckiem swoich rodziców. Miał starszego brata Jechezkela. W Linzu rozpoczął naukę w szkole podstawowej. Kiedy miał pięć lat, zmarł jego ojciec. Matka postanowiła zrezygnować z pomocy oferowanej przez lokalną gminę chasydzką i poświęciła się utrzymaniu rodziny oraz edukowaniu synów. W 1938 roku matka opłaciła aliję do Palestyny Jechezkelowi, a w lutym 1940 roku wraz z Albertem również dokonała alii ze względu na antysemicką politykę nazistów. Zamieszkali w moszawie Nachalat Ganim (obecnie dzielnica Ramat Ganu), gdzie kontynuował naukę w szkole podstawowej, a potem rozpoczął naukę w szkole zawodowej. Miał problemy z aklimatyzacją i akceptacją przez inne dzieci.
W 1946 wstąpił do Hagany, co przełamało brak akceptacji dla niego ze strony rówieśników. W 1948 roku ukończył kurs dowódców drużyny z wyróżnieniem. W trakcie wojny o niepodległość Izraela był dowódcą plutonu, z którym brał udział w operacji „Nachszon”, której celem było przełamanie oblężenia Jerozolimy i dostarczenia zapasów dla mieszkających tam Żydów. Następnie jego batalion przemianowano na 54. Batalion Piechoty Brygady Giwati. W 1949 roku ukończył kurs dowódców plutonu. W tym samym roku został zwolniony ze służby.
Po kilku miesiącach zwrócił się do niego jego były dowódca z propozycją powrotu do wojska na stałe. Po konsultacji z matką zgodził się na tę propozycję i został oficerem w 52. Batalionie Piechoty w Brygadzie Giwati. Batalion składał się w większości z imigrantów z Iraku, Jemenu oraz Europy, którzy w jednostce musieli uczyć się od podstaw języka hebrajskiego w mowie i piśmie. W 1952 roku powierzono mu dowodzenie kompanią zwiadu brygady. W 1954 roku w stopniu majora wykładał w Szkole Piechoty i Spadochroniarzy. W latach 1958–1959 był dowódcą 52. Batalionu Piechoty w Brygadzie Golani. W 1959 roku został przeniesiony do Korpusu Pancernego, gdzie do 1960 roku był dowódcą 52. Batalionu Pancernego w 7. Brygadzie Pancernej. W tym samym roku ukończył kurs dowódców kompanii w Szkole Korpusu Pancernego.
W latach 1962–1963 był zastępcą dowódcy 7. Brygady Pancernej, a następnie od 1963 do 1965 roku kierował kursem dla dowódców kompanii w Szkole Korpusu Pancernego i był jednocześnie zastępcą dowódcy 37. Rezerwowej Brygady Pancernej. W latach 1965–1968 dowodził 8. Rezerwową Brygadą Zmechanizowaną, z którą podczas wojny sześciodniowej (1967), w nocy z 5 na 6 czerwca brygada walczyła z wojskami egipskimi na Synaju, jednak 7 czerwca Sztab Generalny podporządkował częściowo formację Dowództwu Północnemu, gdzie walczyła na Wzgórzach Golan i między innymi utorowała drogę ku Al-Kunajtirze. Pozostałe jednostki (jeden batalion i dwie kompanie) pod dowództwem zastępcy Mandlera pozostały do dyspozycji Dowództwa Południowego.
Po wojnie, w latach 1968–1971 był zastępcą dowódcy Korpusu Pancernego. W 1972 roku powierzono mu dowodzenie 252. Dywizją Pancerną rozlokowaną na Synaju.
Na początku wojny Jom Kipur (1973) jego dywizja brała udział w walkach opóźniających atak sił egipskich. Kiedy na froncie zjawiły się formacje rezerwowe, przejął odpowiedzialność za walki na południowym odcinku frontu synajskiego z egipską 3. Armią. 13 października o godzinie 11:35 jego wóz dowodzenia został ostrzelany przez Egipcjan. Stało się to na dzień przed egipską ofensywą na Synaju w m.in. w rejonie Wadi Mabuk, gdzie stacjonowała jego dywizja. Zmarł na miejscu w wyniku odniesionych ran. Był najwyższym rangą poległym w armii izraelskiej podczas tej wojny.

## Życie prywatne
W 1962 roku poślubił Szulę. Osierocił dwie córki: Anat i Sigal.